# 南云宪一郎
南云宪一郎（日語：南雲 憲一郎，1966年—），日本航空自衛隊军官，现任统合作战司令部司令官，军衔为空將（四星上將）。

## 经历
南云宪一郎于1966年出生于山形县米泽市。由于父亲工作的关系，他主要在千叶县长大，并毕业于千叶县立千叶中学和千叶高等学校。1989年（平成元年）3月，他毕业于防卫大学校（第33期），随后加入航空自卫队。
入队后，他成为F-15战斗机的飞行员，执行应对领空侵犯的任务。
此后，他历任航空幕僚监部总务部庶务室长、中部航空方面队司令部防卫部长、航空幕僚监部人事教育部厚生课长、第6航空团司令（聯隊長）兼小松基地司令、中部航空方面队副司令官、航空幕僚监部防卫部长等职务。
2020年（令和2年）8月25日，他晋升为空將（中將级），并就任西部航空方面队司令官。2023年（令和5年）3月30日，就任统合幕僚监部副长。
2024年（令和6年）2月15日，因时任统合幕僚长吉田圭秀因过劳住院，防卫省宣布南云将代理其职务。
2025年（令和7年）3月11日，日本政府在内阁会议上决定，自3月24日起任命南云为统合作战司令部的首任统合作战司令官并晋升为空將（上將级），并于同年3月24日正式就任。

## 人物轶事
- 南云宪一郎是因年轻时受司马辽太郎的《坂上之云》影响，而立志成为自卫官[10]。
- 其祖父南云亲一郎少将曾任满洲国陆军军官学校校长[11]。南云宪一郎也以其“日日是好日”的座右铭自铭。
- 曾指挥珍珠港事件的旧日本帝国海军中将南云忠一与南云宪一郎同为山形县米泽市出身[4]。其战斗机飞行员TAC代号为「CHUJYO」（“忠一”罗马音之变音爱称），但他否认与南云忠一有血缘关系[4]。然而，《七星：满洲国军日系军官七期生志》一书中称南云亲一郎少将与南云忠一中将是堂兄弟关系[12]。《大陆的光芒：满洲国军日系军官四期生志 下卷》（满洲国军日系军官四期生会编，1983年）也记载南云少将与南云大将同族，且原关东军总司令官梅津美治郎为其亲戚[13]。
- 第37任航空幕僚长内仓浩昭是防卫大学校的前辈，比南云宪一郎高两届，二人曾在千岁基地共事[4]。内仓曾评价南云为「能够点燃部下激情的激励型指挥官，兼具热血个性与冷静的风险管理能力」[註 1][4]。